# Hyllus decellei
Hyllus decellei là một loài nhện trong họ Salticidae.
Loài này thuộc chi Hyllus. Hyllus decellei được Fred R miêu tả năm 1975. Wanless & Clark.